# Heinrich Arnz

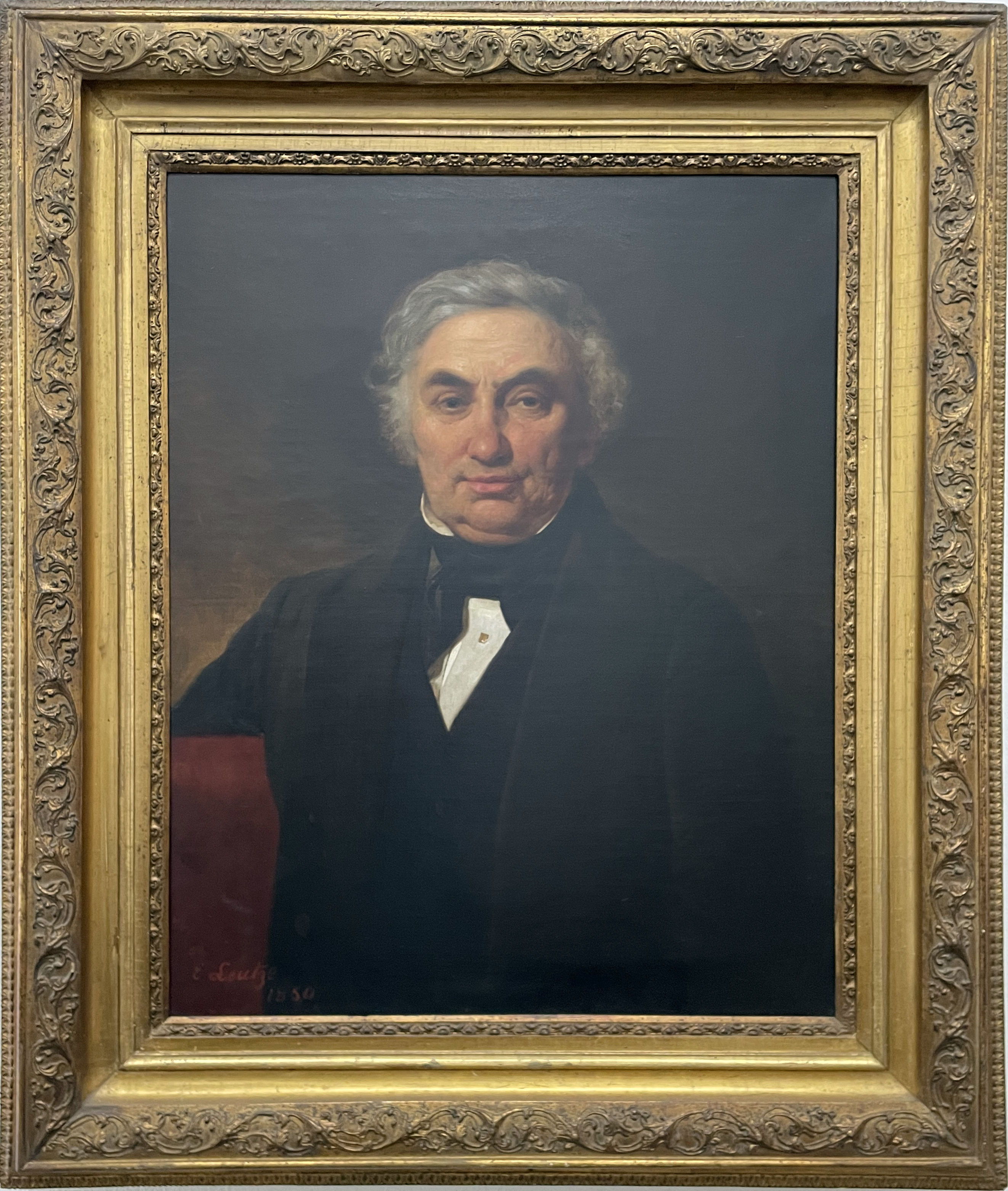
Kunstverleger Heinrich Arnz, 1850 gemalt von Emanuel Leutze, Stadtmuseum Düsseldorf (2023)

Heinrich Gottfried August Hubertus Arnz (* 3. Februar 1785 in Düsseldorf; † 11. Juni 1854 ebenda) war ein deutscher Druckereibesitzer, Verleger und Herausgeber.

## Leben
Am 21. Februar 1813 heiratete er Maria Catharina Carolina Drach (1794–1870). Der Ehe entsprossen neun Kinder: August (1813–1846, Verleger), Catharina Louise Josephine (1817–1891, Ehefrau des Malers Eugene von Guerard), Carl (* 1821, Geschäftsführer), Otto (Landschaftsmaler), Marie (* 1825, Ehefrau des Malers Joseph Fay), Friedrich (1826–1883, durch Ehe mit Antonetta Josepha Schmitz Schwager des Malers Philipp Schmitz), Julie (1827–1896, Ehefrau des Malers Oswald Achenbach), Marie Anna Fernandine (* 1829, Ehefrau des Malers Albert Flamm) und Albert (Landschaftsmaler).
Mit seinem Bruder Josef und dem Musikalienhändler Johann Christian Winckelmann (1766–1845) tat sich Arnz 1815 zusammen, um am 1. Oktober 1816 in Düsseldorf die Firma Arnz & Winckelmann als lithographische Anstalt, Verlagsbuchhandlung und Buchdruckerei zu gründen. Das Unternehmen etablierte sich anfangs als Druckerei von Formularen, Schulbüchern (Atlanten) und Bilderbögen und stieg zu einem der führenden Kunstverlage des deutschsprachigen Raums auf. Nachdem 1828 der Mitgesellschafter Winckelmann ausgeschieden und 1841 der Bruder Josef gestorben war, traten die Söhne Carl und Otto in das Verlagsgeschäft ein. Der Sohn August hatte 1840 eine Filiale im niederländischen Leiden übernommen. Arnz war Mitglied des Börsenvereins der Deutschen Buchhändler zu Leipzig.
Arnz nahm regen Anteil am Kunstleben der Stadt Düsseldorf. Nicht nur durch seine Söhne und Schwiegersöhne gehörte er zum Umfeld der Düsseldorfer Malerschule, auch geschäftlich war er mit ihr befasst, indem er deren Produkte druckgrafisch auf- und verlegte sowie vertrieb. Ferner gehörte er seit dem Gründungsjahr 1829 zu den bedeutenden Unterstützern des Kunstvereins für die Rheinlande und Westfalen. 1850 ließ er sich von dem prominenten deutschamerikanischen Maler Emanuel Leutze porträtieren. Das Bildnis befindet sich heute im Besitz des Stadtmuseums Landeshauptstadt Düsseldorf.